# Ivar Persson
Ivar Persson, i riksdagen kallad Persson i Skabersjö, född 3 maj 1901 i Svedala församling, Malmöhus län, död 20 oktober 1979 i Burlövs församling, Malmöhus län, var en svensk lantbrukare och politiker (bondeförbundare). Han var Sveriges ecklesiastikminister 1951–1957 och riksdagsledamot i andra kammaren 1939–58.

## Biografi
Ivar Persson var son till lantbrukaren Anders Pehrsson och Mathilda, född Holmqvist. Efter agronomexamen i Alnarp 1924 var Persson verksam som lantbrukare. År 1924 förvärvade han Tjustorps nygård i Skabersjö socken i Skåne. Han engagerade sig tidigt för utbildningsfrågor i Svenska Landsbygdens Studieförbund (SLS), där han var styrelseordförande 1944–1952.
Persson var tidigt politiskt engagerad och kom att tillhöra Bondeförbundets främsta företrädare i sin generation, tillsammans med Gunnar Hedlund, Gustaf Jonnergård och Sam Norup. Han tillhörde riksdagens första kammare  och var ledamot av Malmöhus läns landsting 1939–1958. I riksdagen hade han namnet Persson i Skabersjö, och var allmänt känd under namnet Skabersjö. Han var partiets representant i 1946 års skolkommission, där han klart tog ställning för den nioklassiga kommunala enhetsskolan. År 1947 blev han lekmannarepresentant i Skolöverstyrelsen. När koalitionsregeringen med Socialdemokraterna bildades 1951 kom Persson att bekläda posten som ecklesiastikminister. Som statsråd med ansvar för kulturfrågorna ville han slå vakt om den gamla allmogekulturens bevarande, och var inte okritisk mot en ohejdad urbanisering av det svenska samhället.
Efter statsrådstiden utnämndes Persson 1958 till landshövding i Kalmar län, där han kom att stanna fram till sin pensionering 1967. År 1960 blev han ordförande i den då inrättade ecklesiastika boställsutredningen. Detta svarade väl mot hans stora kyrkliga intressen. Efter att sedan 1931 ha tillhört Skabersjö kyrkoråd valdes han 1948 till kyrkvärd där och tjänstgjorde därefter även under sin riksdags- och statsrådstid nästan varje söndag i detta uppdrag. Han var ledamot av domkapitlet i Lund och av kyrkomötet 1951 och suppleant i Lunds stiftsråd. I Kalmar var han ordförande i domkyrkorådet. Persson var också ledamot i bestyrelsen för Sveriges deltagande i New York-utställningen 1939.
Det sista officiella uppdraget i hans roll som landshövding kom att bli att sätta spaden i marken för byggandet av Ölandsbron. Tillsammans med sin maka Thea åtnjöt Ivar Persson som landshövding stor popularitet i sitt län. Som pensionärer flyttade de tillbaka till Skåne, men fortsatte livet ut att vara sommarölänningar.
Ivar Persson gifte sig 1933 med Thea Ingeborg Jönsson (1909–1999). Makarna är begravda på Skabersjö kyrkogård i Skabersjöby.

## Utmärkelser

### Svenska utmärkelser
- Riddare av första klassen av Vasaorden, 1946.[1]
- Kommendör av första klassen av Nordstjärneorden, 11 november 1952.[2]
- Kommendör med stora korset av Nordstjärneorden, 23 november 1955.[3]

### Utländska utmärkelser
- Storkorset av första klassen av Mexikanska Aztekiska Örnorden, 1952.[4][5]